# قطعنامه ۱۹۶۱ شورای امنیت
قطعنامه  ۱۹۶۱ شورای امنیت سازمان ملل متحد که در تاریخ ۱۷ دسامبر ۲۰۱۰ تصویب شد، سندی بین‌المللی دربارهٔ بررسی وضعیت لیبریا است. این قطعنامه طی نشست ۶۴۵۴ام با ۱۵ رای موافق، ۰ مخالف و ۰ ممتنع تصویب شد.